# Rhabdosargus thorpei
 Rhabdosargus thorpei és un peix teleosti de la família dels espàrids i de l'ordre dels perciformes Present des de les costes de Somàlia fins a Durban (Sud-àfrica), incloent-hi Madagascar.
Pot arribar als 40 cm de llargària total.